# Dick Pearce
Richard „Dick“ Pearce (* 19. April 1951 in Forest Gate, London) ist ein britischer Jazztrompeter (Trompete, Flügelhorn, auch Tenorsaxophon).

## Leben und Wirken
Pearce ist der Sohn eines Sängers und Cousin des Pianisten und Arrangeurs John Pearce. Er lernte mit dreizehn Jahren Trompete und war 1968 bis 1971 Musiker bei den Royal Horse Guards. Zwischen 1969 und 1972 war er Mitglied im National Youth Jazz Orchestra. Von 1972 bis 1978 gehörte er zur Band von Graham Collier (mit Unterbrechungen). Außerdem arbeitete er mit Mike Westbrook, Dudu Pukwana, Julian Marshall, Dave Defries, Brian Abrahams, Ken Hyder, Chris Biscoe, Ken McCarthy, Keith Tippett und anderen. In den 1980er Jahren gehörte er zudem zum Quintett von Ronnie Scott. Außerdem spielte er oft in der Bigband von Jack Sharpe; weiterhin trat er u. a. mit Gil Evans, mit Don Rendell und im Quintett von Pete King auf.
1991 hatte Pearce einen Motorradunfall, erholte sich aber wieder und spielte wieder mit Ronnie Scott, dessen Sextett er dann bis 1993 angehörte, und mit Mike Westbrook. Mitte der 1990er Jahre leitete er auch ein eigenes Quartett (mit Pianist John Donaldson sowie Mike Bradley am Schlagzeug) und spielte Anfang der 2000er Jahre mit Great Spirit von Tim Richards. 
Pearce nahm unter anderem mit Ronnie Scott (Never Pat a Burning Dog), Mike Westbrook (The Cortège), Al Cohn und unter eigenem Namen (Big Hit, FMR Records 1995) auf. Er spielte mit der Sängerin Trudy Kerr in A Tribute to Chet Baker. Tom Lord verzeichnet 34 Aufnahme-Sessions von 1971 bis 2015.
Als seine bevorzugten Musiker nannte Pearce Miles Davis, Art Farmer, Woody Shaw, Kenny Wheeler und Chet Baker.

## Lexikalischer Eintrag
- Ian Carr, Digby Fairweather, Brian Priestley: Rough Guide Jazz. Der ultimative Führer zur Jazzmusik. 1700 Künstler und Bands von den Anfängen bis heute. Metzler, Stuttgart/Weimar 1999, ISBN 3-476-01584-X.
- John Chilton Who’s Who of British Jazz, Continuum 2004; ISBN 0826472346